# McDonnell Douglas/CASA EAV-8 Matador
El EAV-8 Matador II es un avión de combate V/STOL desarrollado por McDonnell Douglas y CASA para la Armada española. Utilizado en misiones de ataque a tierra y defensa aérea, opera principalmente desde el buque Juan Carlos I (L-61) y la Base Naval de Rota. Su motor Rolls-Royce Pegasus le permite despegar y aterrizar en espacios reducidos.

## Desarrollo

#### Contexto y requerimiento
En la década de 1980, la Armada española enfrentaba la necesidad de sustituir a su flota de AV-8S Matador, derivados del Hawker Siddeley Harrier, que habían comenzado a operar en 1976. Aunque estas aeronaves demostraron ser eficaces, su diseño ya no cumplía con las exigencias operativas modernas, especialmente en términos de autonomía, carga útil y sistemas de combate. Por ello, se planteó la adquisición de una plataforma V/STOL más avanzada, manteniendo la capacidad de operar desde el portaaviones Príncipe de Asturias (R-11).

#### Colaboración internacional
La solución fue el McDonnell Douglas AV-8B Harrier II, desarrollado por McDonnell Douglas y British Aerospace. Para España, se firmó un acuerdo con CASA (Construcciones Aeronáuticas S.A.) para la producción de partes de las aeronaves y la integración de los sistemas. Este acuerdo incluyó:
- El montaje final en instalaciones españolas.
- La adaptación de componentes y sistemas para las especificidades de la Armada Española.
- Transferencia tecnológica que fortaleció la industria aeronáutica nacional.[2]

## Diseño
Diseño del EAV-8 Matador II
El EAV-8 Matador II es un avión de ataque a tierra y apoyo cercano que combina capacidades V/STOL  con características avanzadas de combate. Su diseño maximiza la maniobrabilidad y la capacidad de operar desde bases avanzadas o plataformas navales.
Estructura y fuselaje: El fuselaje está construido con materiales compuestos en más del 25%, lo que reduce el peso y aumenta la resistencia a daños en combate. Su configuración incluye una nariz alargada que aloja sistemas electrónicos y de navegación mejorados, y entradas de aire con forma de diente de perro para optimizar el flujo de aire al motor.
Planta motriz:El motor Rolls-Royce Pegasus 11-61 proporciona empuje vectorial mediante cuatro toberas móviles, capaces de generar hasta 23,500 lbf de empuje. Este sistema permite transiciones rápidas entre vuelo horizontal y vertical.
Alas: Las alas son de diseño recto y están optimizadas para vuelos a baja altitud, mejorando la sustentación durante despegues y aterrizajes cortos. El avión dispone de seis puntos de anclaje subalares y uno ventral para armamento, depósitos de combustible externos o equipos especializados.
Cabina y sistemas electrónicos:
La cabina ofrece una visibilidad excepcional, ideal para misiones de apoyo cercano, e incluye pantallas multifunción y controles HOTAS (Hands On Throttle-And-Stick). En las versiones más avanzadas, como el EAV-8B Plus, se integra el radar AN/APG-65, capaz de realizar mapeo de terreno, seguimiento de objetivos y guía de armamento.
Sistema de vuelo y maniobrabilidad:
El empuje vectorial permite al Harrier realizar maniobras imposibles para aviones convencionales, como cambios abruptos de dirección o vuelo estático. Los sistemas electrónicos de control de vuelo aseguran estabilidad durante operaciones VTOL/STOL.
Armamento:
El EAV-8B puede equiparse con un cañón ADEN de 25 mm montado en un pod bajo el fuselaje. Además, cuenta con una capacidad de carga de hasta 9,200 kg de bombas guiadas, cohetes, misiles aire-aire o depósitos de combustible.

## Historia operacional
- Introducción y Primeras Operaciones:  El EAV-8 Harrier II fue introducido en la Armada española en 1987. Su desarrollo y adquisición estuvieron motivados por la necesidad de reemplazar los AV-8S Matador y ofrecer una mayor capacidad operativa para misiones de ataque a tierra y apoyo cercano, así como para operaciones de lanzamiento y aterrizaje vertical (VTOL) en condiciones de baja visibilidad y en Portaviones.[4]
- Mejoras y Capacidades:  Esta variante presentó significativas mejoras sobre la versión anterior, como la mejora de los motores, los sistemas de radar y la capacidad de operar en condiciones más exigentes. Esto le permitió desempeñar misiones de ataque, como la Interdicción aérea y misiones de Apoyo aéreo cercano  con un mayor alcance y precisión.
- Despliegues en el Ejército del Aire:  El EAV-8 ha sido desplegado principalmente en la Base Naval de Rota y la Base Aérea de Morón, ambas ubicadas en el sur de España, y ha operado también desde barcos de la Armada española, como el Juan Carlos I (L-61) y el Príncipe de Asturias (R-11). Estas capacidades le permitieron desempeñar un papel importante en misiones tanto en el Mediterráneo como en otras áreas internacionales.
- Operaciones en Conflictos Internacionales:  El EAV-8 ha participado en varias misiones internacionales de la OTAN y en otros conflictos, incluyendo su despliegue en el contexto de operaciones como la Guerra del Golfo, donde proporcionó apoyo aéreo en la zona de operaciones, y en misiones en la Guerras de los Balcanes, brindando apoyo a las fuerzas de paz.
- Modernización:  En 2006, el EAV-8B comenzó un proceso de modernización para actualizar su sistema de armas, radar y electrónica de vuelo. Esta modernización aumentó su capacidad de operar en entornos más complejos y exigentes. Las nuevas versiones como el EAV-8B Plus han mejorado su capacidad para trabajar con sistemas de armas de última generación y realizar misiones más versátiles.
- Retiro y Sustitución:  Aunque la versión original del Harrier se retiró progresivamente, el EAV-8B sigue siendo una parte fundamental de las operaciones de la Armada, aunque se espera que, en el futuro, sea reemplazado por aeronaves más modernas, como el Lockheed Martin F-35B Lightning II, que también tiene capacidades de aterrizaje y despegue vertical.

## Variantes
- EAV-8A Matador II: Versión inicial basada en el AV-8A Harrier, adaptada para la Armada Española.
- EAV-8B Matador II: Versión mejorada basada en el AV-8B Harrier II, con mayor capacidad de carga, alcance y aviónica avanzada.
- EAV-8B+ Matador II: Mejora avanzada del EAV-8B, equipada con radar AN/APG-65, aviónica mejorada y capacidades mejoradas de combate.
- TAV-8A Matador : Variante biplaza de entrenamiento derivada del AV-8A Harrier, utilizada para el entrenamiento de pilotos en la Armada Española.
- TAV-8B Matador: Variante biplaza de entrenamiento derivada del AV-8B Harrier II, equipada con aviónica mejorada y utilizada para entrenar a pilotos en las capacidades operativas del Harrier.

## Operadores
- España
- Flotilla de Aeronaves

## Accidentes
- El 5 de diciembre de 1989 un EAV-8A se estrello en cercanías de la Base Naval de Rota, falleciendo el teniente Raúl Pampillo Veiga
- El 26 de noviembre de 1993 un EAV-8A volcó durante una prueba de motor en la Base Naval de Rota.
- El 19 de febrero de 1998 un EAV-8A se estrello en la Bahía de Mazarrón tras un impacto de ave. Falleciendo el Alférez Ángel Marco Hernández.
- El 21 de marzo de 2003 un EAV-8B tuvo que Amerizar en el Golfo de Cádiz tras un fallo mecánico durante unos ejercicios DACT. El piloto se eyecto  y fue rescatado por el SAR

## Especificaciones (EAV-8B)

### Características generales
- Tripulación: 1 (2 en las versiones TAV-8A/B)
- Longitud: 13,14 m
- Envergadura: 7,78 m
- Altura: 4,32 m
- Perfil alar: NACA 63-418
- Peso útil: 4.500 kg

### Rendimiento
- Velocidad máxima operativa (Vno): 1.030 km/h
- Velocidad crucero (Vc): 750 km/h
- Velocidad de entrada en pérdida (Vs): 145 km/h
- Alcance: 370 km (con armamento)
- Radio de acción: 250 km (en condiciones de combate)
- Alcance en combate: 350 km
- Alcance en ferry: 2.000 km/h
- Techo de vuelo: 15.000 m

### Armamento
- Ametralladoras: 2× Cañón ADEN de 25 mm
- Puntos de anclaje: 6 subalares y 1 ventral para cargar una combinación de:  
  - Bombas: Mk. 82, Mk. 83, o bombas guiadas por láser como la GBU.12
  - Cohetes: Hydra 70
  - Misiles: AGM-65 Maverick, AIM-9 Sidewinder o misiles aire-superficie

### Aviónica
- Sistema de navegación inercial
- Radar AN/APG-65 (en la variante EAV-8B Plus)
- Pantallas multifunción y sistema HOTAS (Hands On Throttle and Stick)
- Sistema de lanzamiento de misiles y bombas guiadas por láser

## Aeronaves relacionadas
- Hawker Siddeley P.1127
- Hawker Siddeley Harrier
- British Aerospace Sea Harrier
- British Aerospace Harrier II
- McDonnell Douglas AV-8B Harrier II